# Udo Guse
Udo Guse (* 23. September 1967 in Stralsund) ist ein ehemaliger deutscher Gewichtheber.

## Vereinskarriere
Der 1,75 m große und mit einem Wettkampfgewicht von 100 Kilogramm antretende Udo Guse wurde im Alter von zehn Jahren bei einer Talentsichtung in der Schule entdeckt und fortan im Leistungssport der Deutschen Demokratischen Republik (DDR) gefördert. Er startete für die BSG Motor Stralsund und den TSV 1860 Stralsund sowie für den VfL Duisburg-Süd.
Bei den DDR-Meisterschaften belegte er 1986 den dritten Platz im Mittelschwergewicht (bis 90 kg) mit einer Leistung von 327,5 kg (142 kg/185 kg). Im Jahr 1989 wurde er DDR-Meister im 1. Schwergewicht (bis 100 kg) mit einer Leistung von 382,5 kg (170 kg/212,5 kg).
In den Jahren 1990, 1991 und 1992 wurde er Deutscher Meister.

## Nationalmannschaft
Er startete für die DDR bei den Weltmeisterschaften 1989 in Athen, wo er mit einer Leistung von 222,5 kg im Stoßen die Silbermedaille in der Klasse bis 100 Kilogramm gewann.
Nach dem Ende der DDR trat er mit Deutschland an. Er belegte bei den Weltmeisterschaften 1990 in Budapest Platz 5. Bei den Europameisterschaften 1991 in Wladyslawowo belegte er im Stoßen den 3. Platz mit einer Leistung von 207,5 kg. Bei den Weltmeisterschaften 1991 in Donaueschingen mit einer Leistung von 375 kg (167,5 kg/207,5 kg) Platz 6. Bei den Olympischen Sommerspielen 1992 belegte er im Schwergewicht (bis 100 kg) mit einer Leistung von 377,5 kg Platz 7.

## Rekorde
Udo Guse stellte einige deutsche Rekorde im Gewichtheben auf:
- 1. Schwergewicht 100 kg[5]:
  - im Reißen 172,5 kg am 18. November 1990 in Budapest
  - im Stoßen 210,0 kg am 21. Oktober 1990 in Dortmund, 211,0 kg am 16. März 1991 in Gera und 212,5 kg am 27. April 1991 in Offenburg
  - im Zweikampf 382,5 kg (172,5 kg/210,0 kg) am 18. November 1990 in Budapest
- 1. Schwergewicht 99 kg[5]:
  - im Reißen 172,5 kg am 18. November 1990 in Budapest
  - 212,5 kg am 27. April 1991 in Offenburg
  - im Zweikampf 382,5 kg am 18. November 1990 in Budapest

## Erfolge
- Zweiter bei den Welt- und Europameisterschaften 1989 im Stoßen, 1. Schwergewicht
- Dritter bei den Europameisterschaften 1991 im Stoßen, 1. Schwergewicht
- DDR-Meister 1989
- Deutscher Meister 1990, 1991, 1992